# Раппе, Ядвига
Ядвига Раппе (пол. Jadwiga Rappé; 24 февраля 1952, Торунь — 16 мая 2025) — польская певица (альт), музыкальный педагог. Лауреат первой премии VI Международного конкурса имени Баха (1980).

## Биография
Ядвига Раппе родилась в 1952 году в Торуне. Прошла обучение на факультете славянской филологии в Варшавском университете. Её первым педагогом по вокалу была певица Зофия Брежи, позже Ядвига поступила в Музыкальную академию имени Кароля Липинского во Вроцлаве. Обучалась в классе Ежи Артиша. С отличием завершила обучение на вокальном факультете.
В 1980 году она приняла участие в VI Международном конкурсе имени Баха и была удостоена I премии, а в 1981 году стала обладателем Золотой медали на Фестивале молодых солистов в Бордо во Франции.
С 2000 года она работала преподавателем в классе сольного пения Музыкального университета имени Фредерика Шопена в Варшаве на вокально-актерском факультете.
В репертуаре солистки оперы, песни и кантаты, оратории. Ядвига принимала участие в постановке премьерных произведений современных композиторов. Она работала совместно с такими известными дирижерами, как сэр Колин Дэвис, Рикардо Шайи, Николас Харнонкур, Марек Яновски, Кент Нагано, Антони Вит и Кшиштоф Пендерецкий.
Раппе принимала участие во многих международных фестивалях, таких как Зальцбургский фестиваль, фестивали в Линце и Флоренции.
Член Союза польских музыкантов-исполнителей. С 2006 по 2009 годы исполняла обязанности президента правления музыкального Товарищества имени Витольда Лютославского.
В 2003 году была удостоена государственной награды республики Польша «Крест Заслуги». В 2006 году была отмечена наградой министерства культуры Польши медалью «За заслуги в культуре».
Умерла 16 мая 2025 года.

## Дискография
- 1997 — Густав Малер, Rundfunk-Sinfonie-Orchester Berlin, Heinz Rögner, Ядвига Раппе — Симфония № 3 ре минор.
- 1998 — Малер, Урбанова, Раппе, Блохвиц, Хагегард — Халле оркестр и хор, Кент Нагано — Das Klagende Lied.
- 2004 — Пендерецкий, Клосинская, Раппе, Минкевич, Новацкий, Хор и оркестр Варшавской национальной филармонии, Антони Вит — Польский реквием.
- 2013 — Опиумный струнный квартет, Ядвига Раппе — Петр Мосс — Шагал для струнных.
- 2013 — Бетховен, сэр Колин Дэвис, Symphonieorchester Und Chor Des Bayerischen Rundfunks, Orgonasova, Rappé, Heilmann, Rootering, Gerhard Oppitz — Missa Solemnis / Choral Fantasy.
- 2016 — Рахманинов, Академический хор Варшавского университета, Ирина Богданович, Ядвига Раппе, Матеуш Маркушевский — Сергей Рахманинов: Всенощное бдение.